# GrandPrix
有限会社Grand Prix（グランプリ）は千葉県柏市にあったコンピュータゲームソフト開発会社。
株式会社ニューの組織再編により、『ボクサーズロード』、『ちっぽけラルフの大冒険』、『はじめの一歩 Victorious Boxers』の開発に携わったメンバーが、2003年に独立・設立。2012年1月6日破産。

## 主な開発タイトル
（日本国内）
- はじめの一歩シリーズ
  - はじめの一歩2 VICTORIOUS ROAD（発売元:ESP）2004年1月29日発売 [PS2]
  - はじめの一歩 ALL☆STARS（発売元:ESP）2004年12月28日発売 [PS2]
  - はじめの一歩 Revolution（発売元:AQインタラクティブ）2007年6月21日発売 [Wii]
  - はじめの一歩 PORTABLE VICTORIOUS SPIRITS（発売元:ESP）2007年12月20日発売 [PSP]
  - はじめの一歩 THE FIGHTING! DS（発売元:ESP）2008年12月4日発売 [DS]
  - はじめの一歩 PORTABLE VICTORIOUS SPIRITS（発売元:D3P）2010年12月22日発売 [PSP ダウンロード]

- ボクサーズ・ロード2 ザ・リアル（発売元:アーテイン）2006年9月28日発売 [PSP]
- SHOOTANTO 〜過去編〜 2008年12月9日～2011年5月31日迄　配信 [Wii ware]

（特別非売品）
- はじめの一歩 PORTABLE 『もう､しませんから｡対決版』森川vs西本ガチンコ対決専用
- 週刊少年マガジン創刊50周年特別企画『もしもジョーと一歩が戦ったら!!』